# Бонифеј (Флорида)
Бонифеј (енгл. Bonifay) град је у америчкој савезној држави Флорида. По попису становништва из 2010. у њему је живело 2.793 становника.

## Демографија
Према попису становништва из 2010. у граду је живело 2.793 становника, што је 1.285 (31,5%) становника мање него 2000. године.
| Група             | 2000.         | 2010.         |
| Белци             | 2.730 (66,9%) | 2.329 (83,4%) |
| Афроамериканци    | 1.040 (25,5%) | 280 (10,0%)   |
| Азијати           | 42 (1,0%)     | 24 (0,9%)     |
| Хиспаноамериканци | 168 (4,1%)    | 67 (2,4%)     |
| Укупно            | 4.078         | 2.793         |